# Edinburgh Napier University
Die Edinburgh Napier University ist eine Universität in Schottland. Sie hat 13.930 Studierende (2019/2020) und ist damit eine der mittelgroßen Universitäten Schottlands.

## Geschichte

Wappen der Edinburgh Napier University

Die Universität wurde 1964 als Napier Technical College eröffnet und ist nach John Napier, dem Erfinder der Logarithmen benannt, welcher im Merchiston Castle, dem Sitz des heutigen Merchiston Campus, geboren wurde. Nach einigen Zwischenstufen, der Umbenennung 1966 in Napier College of Science and Technology, 1969 in Napier College of Commerce and Technology und Napier Polytechnic 1986 erhielt sie 1992 den Status einer Universität.
1994 kaufte die Universität das Gelände des heutigen Craighouse Campus auf dem sich das historische Craig House Gebäude befindet, welches um das 16. Jahrhundert erbaut wurde. 2004 wurde der Craiglockhart Campus eröffnet, auf dem die Fakultät für Wirtschaftswissenschaften angesiedelt ist.
Die Universität erhielt 2009 den Queen’s Anniversary Prize für Innovationen in der Gebäudeentwicklung.
Im Januar 2011 wurde der neue Sighthill Campus eröffnet, welcher die Fakultäten für Gesundheits- und Sozialwissenschaften beherbergt.
Das Motto lautet Nisi sapientia frustra (englische Bedeutung „Everything is in vain without knowledge“) und ist angelehnt an das Motto der Stadt Edinburgh Nisi Dominus frustra (englische Bedeutung „Everything is in vain without the LORD“).

## Studiengänge und Studierende
Es handelt sich um eine der erfolgreicheren Universitäten Schottlands in der Vermittlung ihrer Absolventen (93,2 % vs. 92,2 % im Durchschnitt aller schottischen Hochschulen). Mit über 30 % Internationalen Studenten ist die Universität sehr international ausgerichtet.
Es gibt drei Fakultäten: Health, Life & Social Sciences, Engineering, Computing & Creativ Industries sowie die Napier University Business School. Das Studienangebot ist breit gefächert von Informatik, Elektrotechnik, Architektur und Bauingenieurwesen über Management, Marketing, Finanzwesen, Biologie, Psychologie bis zu Journalismus, Jura, Produktdesign, Sport und Musik.
Besonders auszeichnen konnte sich die Universität vor allem in den ingenieurwissenschaftlichen Fächern wie Bauingenieurwesen und den interdisziplinären ingenieurwissenschaftlichen Fächern, die unter allgemeines Ingenieurwesen zusammengefasst sind. So belegte sie 2011 im Hochschulranking der britischen Tageszeitung The Times im Fach Allgemeines Ingenieurwesen Platz 14 und im Fach Bauingenieurwesen Platz 17. Laut dem Ranking der Tageszeitung The Guardian belegte sie 2011 sogar im Bereich Allgemeines Ingenieurwesen Platz 11 in Großbritannien und Platz 1 in Schottland.

## Standorte
Die Universität ist auf den fünf Standorten, Merchiston, Craighouse, Craiglockhart, Sighthill und Marchmont in Edinburgh verteilt sowie auf den zwei weiteren Standorten Livingston und Melrose, außerhalb der Stadt.

### Sighthill Campus
Der Sighthill Campus wurde im Januar 2011 eröffnet. Er ist der Sitz der Fachbereiche für Gesundheits- und Sozialwissenschaften und derzeit der modernste Campus der Universität, welcher neben mehr als 750 Rechnerarbeitsplätze auch ein Sportzentrum beinhaltet.

### Merchiston

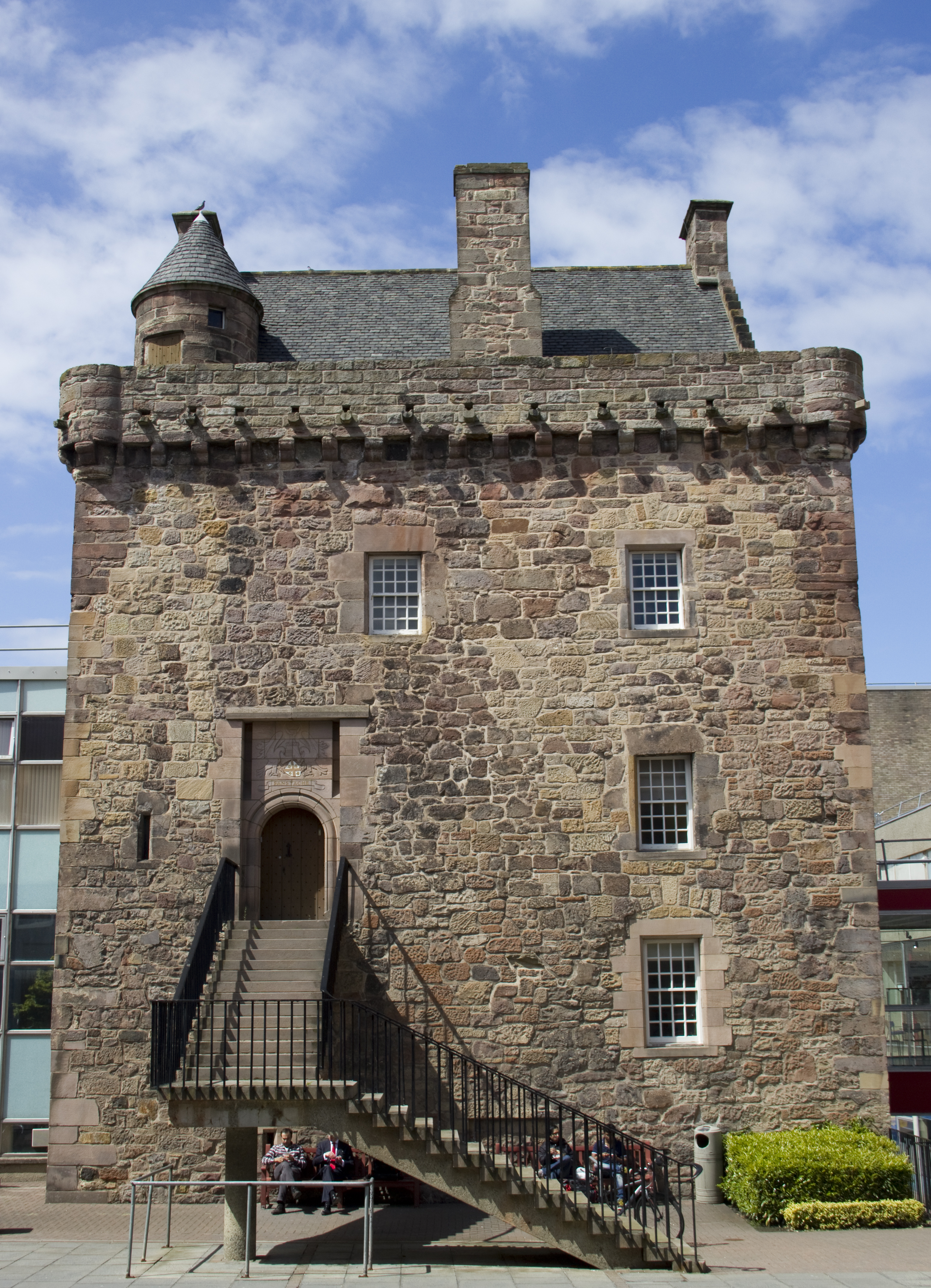
Merchiston Castle

Der Merchiston Campus ist der Sitz der Fakultät für Computing, Engineering and Creative Industries. Er ist um den Turm des Merchiston Castle, dem Familiensitz von John Napier, nach dem die Universität benannt worden ist, errichtet. Der Merchiston Castle ist auch der Sitz des Clan Napier. Auf dem Campus steht das Jack Kilby Computing Centre, welches nach dem Erfinder des integrierten Schaltkreises benannt worden ist, und Rund 500 Rechnerarbeitsplätze bietet.
Die Napier Students’ Association (NSA) (vergleichbar mit der deutschen AStA) ist in der Nähe des Merchiston Campus, in einem eigenen Haus angesiedelt.

### Craighouse Campus
Der Craighouse Campus steht auf dem Gelände der alten Thomas Clouston Klinik, welches bis 1990 eine psychiatrische Anstalt war. Auf dem Campus befindet sich die Fachbereiche Arts & Creative Industries sowie die Ian Tomlin School of Music.

### Craiglockhart Campus
Auf dem Craiglockhart Campus befinden sich die Fachbereiche für Rechts- und Wirtschaftswissenschaften sowie das Konferenzzentrum der Universität. Der Campus wurde auf dem Gelände des Craiglockhart Hydropathic Krankenhauskomplexes errichtet, welches während des Ersten Weltkrieges als das Craiglockhart Kriegs Hospital bekannt war. Der Craiglockhart Campus wurde 2004 aufbereitet und beinhaltet zwei große Hörsäle, Sprachlabore sowie eine Vielzahl an Rechnerarbeitsplätzen.

## Forschung und Wissenstransfer
Die Universität hat neun verschiedene Institute für Forschung und Wissenstransfer:
- Edinburgh Institute
- Employment Research Institute
- Institute for Science & Health Innovation
- Institute for Creative Industries
- Institute for Informatics & Digital Innovation
- Institute for Product Design & Manufacture
- Institute for Sustainable Construction
- Forest Products Research Institute
- Transport Research Institute

## Ehemalige
- Catriona Shearer, BBC-Reporter
- John Andrew Barrett, schottischer Politiker
- James Boyle, arts supremo (Ehrendoktor)
- Moray Callum, schottischer Automotivdesigner
- Jim Dobbin, schottischer Politiker
- Thomas Harris, schottischer Politiker
- Craig McGill, Schriftsteller, Medienanalyst
- Tavish Scott, schottischer Politiker
- Gordon Smart, Journalist bei der Tageszeitung The Sun
- Kyle Traynor, schottischer Rugbyspieler
- Paolo Buoni, Direktor des European Energy Centre
- Amorim Vieira, osttimoresischer Präsidentschaftskandidat
- Lisa-Marie Tse, schottische Pflegewissenschaftlerin und Schönheitskönigin[13]